# Iettatore

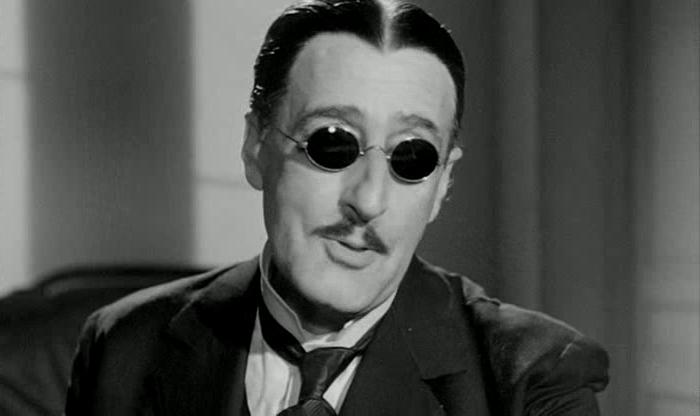
Totò come Rosario Chiàrchiaro nell'episodio La patente del film Questa è la vita (1954)

Lo iettatore o menagramo è una figura tradizionale, fortemente stereotipata, alla quale un pregiudizio superstizioso attribuisce nel contesto sociale il potere di portare sfortuna, solitamente in modo non intenzionale. Questo potere prende il nome di iettatura.
A dispetto della sua natura superstiziosa, la credenza nella iettatura è nata in ambienti contemporanei e razionalisti, se non proprio scientifici, che hanno tentato di razionalizzare le più antiche credenze magiche sul malocchio, dal quale la iettatura si distingue per l'assenza d'invidia. Oggetto di studio delle scienze sociali, la credenza è ricondotta all'umano bisogno di sicurezza e da alcuni, quanto alle origini più risalenti, alla psicologia dei primati (tra cui l'uomo) e al disagio con cui questi animali tollerano la fissazione dello sguardo.
Proprio per la sua origine colta e borghese, la credenza nella iettatura presenta un risvolto semiserio, cosicché la fama di iettatore affibbiata ad alcune persone può nascere per scherzo, e ciò nonostante procurare loro gravi conseguenze. Tale fama si lega tipicamente a certe caratteristiche fisiche e morali che rendono alcuni soggetti invisi al resto della comunità: in generale il presunto iettatore ha buona cultura, riservatezza e una propensione al disincanto che confligge con la fiducia a volte illusoria degli uomini nel futuro. In Italia tacciare qualcuno di iettatura può costituire reato di diffamazione.
Lo iettatore si dice anche, in metafora, uccello del malaugurio, corvo o gufo, in riferimento alle credenze secondo cui alcuni uccelli sarebbero latori di sventura, o per il loro verso lugubre notturno (strigidi) o per l'abitudine di cibarsi di carogne (corvi).

## Etimologia
I termini iettatore e iettatura, con le varianti jettatore e jettatura, risalgono al XVIII secolo e derivano indirettamente dal latino iactō, ovvero dal suo composto metafonetico ēiectō («getto»), attraverso il napoletano iettare («gettare»). Il riferimento è alla presunta capacità dello iettatore di gettare il malocchio, cioè di recare ad altri la malasorte attraverso lo sguardo.
Il termine menagramo, calco del milanese menagram, è composto da menare («portare») e gramo («cose misere, infelici»).

## Origini

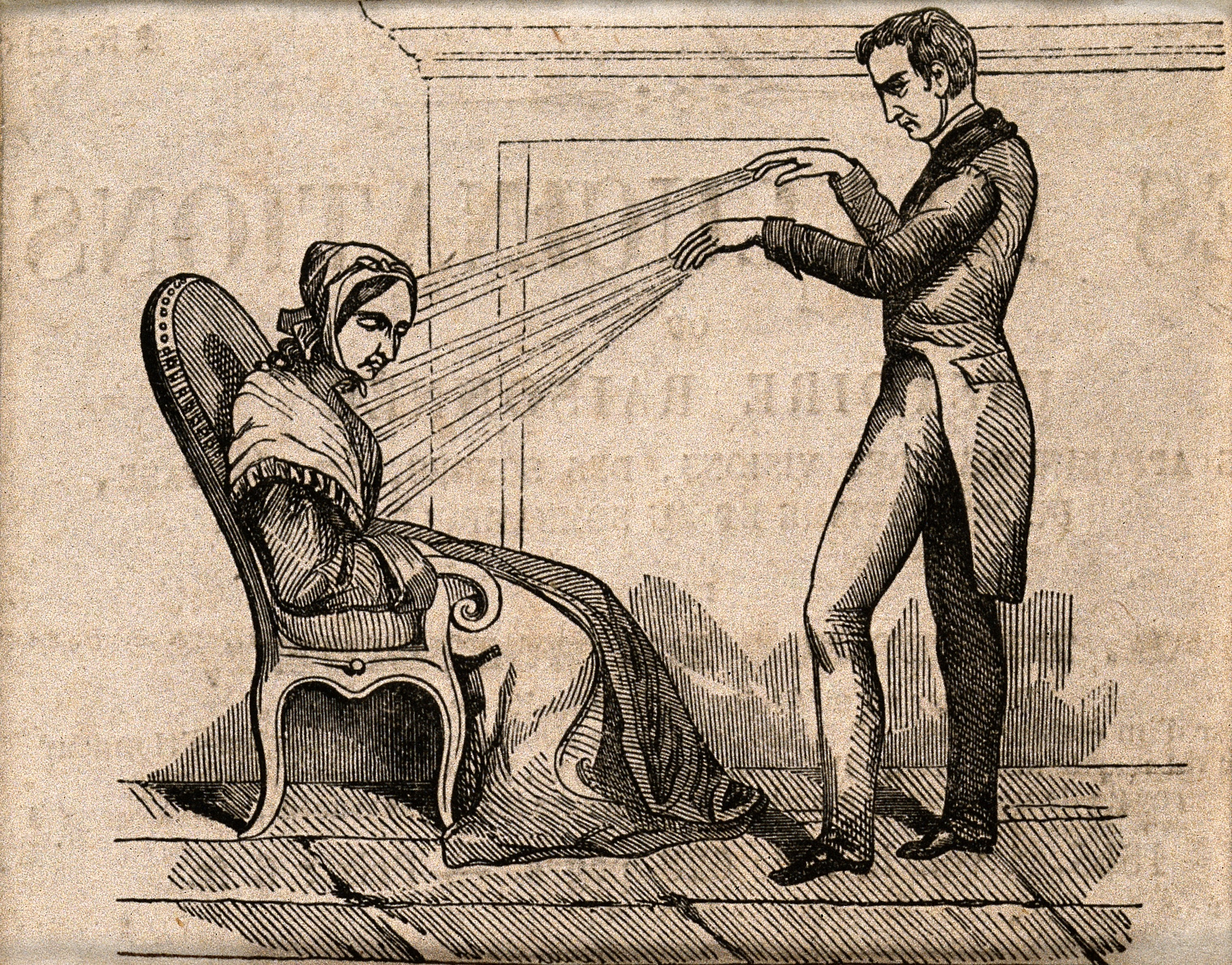
Mesmerismo
----
L'ipotesi che i viventi emanino un fluido magnetico in grado di influenzare la vita e il benessere altrui ebbe fortuna nel Settecento e offrì lo spunto per razionalizzare la credenza nella iettatura

La figura dello iettatore appare figlia dell'Illuminismo napoletano ed emerge per la prima volta nel 1787 in un libello del giurista Nicola Valletta, intitolato Cicalata sul fascino volgarmente detto jettatura, che rappresenta il primo saggio sull'argomento. Valletta inaugura un lungo filone di trattati: nel XIX secolo se ne trovano infatti ad opera di Marugj (Capricci sulla jettatura, 1815), Schioppa (Antidoto al fascino detto volgarmente jettatura, 1830), Pitrè (La jettatura e il malocchio in Sicilia, 1884) e altri.
Nota Benedetto Croce che prima della Cicalata non si trova alcuna traccia della iettatura nella letteratura sulle credenze magiche. Ciò lascerebbe supporre che la credenza non esistesse affatto, se non fosse che il Valletta, citando anche un poemetto di Cataldo Carducci, ne parla come di un fenomeno antico che ha soltanto cambiato nome. Del resto, lo iettatore si può ritenere una sorta di forma moderna, svincolata dalla magia, dello spargitore intenzionale di malocchio.
La credenza nella iettatura si diffuse tra le classi agiate, mentre quella nella magia restava confinata nelle campagne. Questa tendenza è stata ricostruita come «magismo secondario», «ascesa del folklore», e sarebbe dovuta alla delusione della speranza che scienza e tecnologia potessero rimediare all'insicurezza dell'uomo, mentre ne determinano piuttosto l'aggravamento (Lanternari). V'è chi, considerando la diffusione della credenza nella iettatura tra le classi colte, che tuttavia vi guardavano tra il serio e il faceto, parla di «compromesso fra l'antico fascino stregonesco [...] e i temi del razionalismo settecentesco» (De Martino). Sulla stessa linea altri parlano di nascita, con il concetto di iettatura, di un «terzo stato» intermedio tra scienza e magia, di un «sottoprodotto irrazionale» tipico di ogni epoca positivista, come fu anche la letteratura fantastica.
Gli illuministi napoletani assistettero a una vera proliferazione di iettatori – cioè alla diffusione della credenza – e tentarono di spiegare razionalmente il fenomeno, ad esempio in termini di mesmerismo e in riferimento a una supposta trasmissione di influssi magnetici. Il medico Giovanni Leonardo Marugj interpreta il potere dello iettatore come una forza fisica esercitata da minute particelle che emanerebbero dal corpo del portatore di sventura e investirebbero le cose e le persone circostanti. Non era un'idea nuova, ma si innestava su una lunga tradizione filosofica che fin dal medioevo attribuiva agli occhi la capacità di irradiare amore e odio (affascinare), ai corpi la facoltà di spargere vapori o effluvi di natura positiva e negativa.
V'è sempre negli ambienti colti napoletani un sottofondo d'ironia verso la credenza, che gli autori dei trattati sul tema rendono anzi esplicito a premessa delle loro opere. L'intento scherzoso da loro dichiarato spinge Croce a sottovalutare la serietà dei vari saggi, mentre per altri esso è solo finzione letteraria, utile piuttosto a legittimare la trattazione di un fatto irrazionale nel quale gli autori continuano in effetti a credere. Tale atteggiamento ambivalente dei napoletani è stato descritto come «combinazione colta di scetticismo e credulità, di paura reale e di enfasi scherzosa, di coscienziosa esecuzione del rituale protettivo e di comica ambiguità nella mimica e nella espressione del volto».
Gli sforzi degli illuministi potrebbero spiegarsi come tentativi di dissolvere una zona d'ombra, razionalizzandola, in coerenza con la fiducia nella ragione umana. Ma non mancano compiute ricostruzioni delle cause per cui proprio a Napoli sorse una teoria della iettatura: per alcuni ciò dipese da una maggiore arretratezza dell'illuminismo napoletano (De Martino); per altri dall'isolamento della capitale, incapace di trasmettere il razionalismo dei lumi al resto del regno (De Rosa); per altri ancora, semplicemente, dall'adozione di un «diverso modello di razionalità» che nel Settecento alimentò altre «scienze popolari di matrice empirico-divinatoria» (Ferrone).

## Caratteristiche

### Concetto
Sebbene taluno distingua tra iettatore di presenza e iettatore d'intenzione, nel senso che il primo recherebbe sventura in modo involontario e il secondo (ritenuto più raro) di proposito, la figura tradizionale dello iettatore si caratterizza perlopiù per l'assenza della volontà di nuocere e della stessa invidia: manca cioè una componente attiva nello scagliare il malocchio, il quale si produrrebbe per via della semplice negatività intrinseca dello iettatore. Il Tommaseo definisce lo iettatore «specie di stregone innocente e passivo».

### Stereotipo

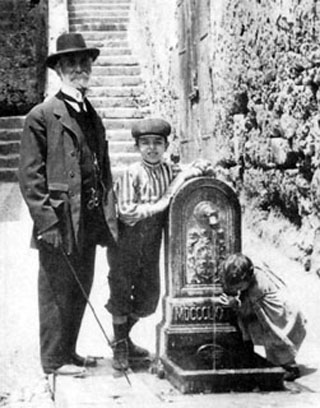
L'antropologo Giuseppe Pitrè

Nelle trattazioni degli albori la fisionomia dello iettatore è descritta in modo contraddittorio dai diversi autori, ma ne esiste un tipo prevalente, con precedenti antichi e calato nel preciso stereotipo dell'individuo d'aspetto triste. Pitrè nel 1884 descrive uno iettatore siciliano come un uomo dal «viso magro, [d]al colorito cupo, olivigno, [d]al naso adunco, e specialmente [d]agli occhi biechi e loschi, rossi o blu (cioè percorsi da una vena), piccoli, porcigni, ingrottati». Un ritratto grosso modo affine si trova in Dumas.
(Alexandre Dumas, Il corricolo)
Queste descrizioni risalgono di almeno uno o due secoli, a riprova del fatto che la tradizione della iettatura ha radici più antiche. Ve n'è una simile in Lázaro Gutiérrez, mutuata da Girolamo Cardano.
(Juan de Lázaro Gutiérrez, Opusculum de fascino)
Il colorito cupo parrebbe corrispondere all'epiteto napoletano di faccia 'ngialluta rivolto dal popolo a san Gennaro tutte le volte che non si ripete il miracolo del sangue. In questo modo i napoletani apostroferebbero il santo dandogli dello iettatore, poiché la mancata liquefazione del sangue è interpretata come un presagio di sventura per la città.
Lo iettatore presenta dunque in genere caratteri fisici e morali che gli danno un aspetto e un atteggiamento severo, malinconico, realista e disincantato; a volte ha la tendenza a lamentare le proprie sventure o a interessarsi delle altrui, e la sua indole è comunque in conflitto con il pensiero illusorio. Alla bruttezza e all'eventuale difetto fisico (calvizie, strabismo, prognatismo e, in origine, rutilismo) o deformità e disabilità si possono associare erudizione pedante o verbosa, austerità, seriosità, grigiore, timidezza, permalosità, antipatia. È infatti tipicamente una persona di ottima cultura e più spesso un uomo.  Il tutto si riflette anche sul suo modo di vestire castigato, calato in una vera e propria «uniforme» che egli stesso talvolta può caricare, ad esempio vestendo di nero e indossando occhiali scuri, nello stesso atteggiamento che Pirandello attribuisce a Rosario Chiàrchiaro.
(Luigi Pirandello, La patente)
Il concetto di iettatore investe a volte categorie di persone portatrici di valori di penitenza, in contrasto con la spensieratezza e la gioia di vivere, come i membri degli ordini monastici maschili e femminili; altre volte riguarda i membri del clero secolare: o perché malvisti quali depositari di un potere religioso, o perché la somministrazione del viatico e altre circostanze (come la presenza al fronte dei cappellani militari) fanno sì che si trovino spesso accanto ai moribondi.

### Etichetta
Se lo iettatore come individuo portatore di sventura è soltanto una figura dell'immaginario collettivo, il ruolo sociale dello iettatore è un fenomeno reale. La fama di iettatore nasce da un'etichetta addossata a un soggetto, che per proprie caratteristiche fisiche e morali è già predisposto ad assumere il ruolo; si consolida poi per effetto della memoria selettiva (che tra le innumerevoli eventualità legate alla presenza dello iettatore dà importanza solo agli eventi nefasti) e può sfociare anche in emarginazione e persecuzione, fino a rendere lo iettatore un capro espiatorio al quale attribuire la colpa di tutti i mali.
Benché possa nascere per gioco, la fama di iettatore è dunque foriera di conseguenze anche gravi per la persona che la subisce, come dimostrano ad esempio i casi di due noti cantanti italiani le cui carriere sono state pesantemente segnate dalla diceria. Chi è toccato dalla nomea può restare isolato, perdere il lavoro e in alcuni casi essere spinto al suicidio (o al contrario all'omicidio). Più di rado la vittima può accettare l'etichetta di iettatore e tenersi in disparte dalla vita sociale, come testimonia la vicenda del critico Mario Praz, che valicò i confini italiani e suggestionò personalità di prestigio. Il caso Praz testimonia l'ulteriore grave conseguenza sociale della perdita del nome, dovuta alla credenza che per evitare l'evocazione dell'influsso malefico esso vada sottaciuto o al massimo richiamato in perifrasi come «l'illustre anglista», a volte anche dopo la morte della persona.

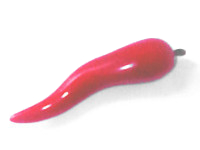
Un cornetto rosso

### Rituali
La tradizione popolare impone il compimento di scongiuri al passaggio dello iettatore o dopo essere stati investiti dal suo influsso nefasto. Questi scongiuri includono toccare oggetti di ferro come chiodi o chiavi, toccare corni (in particolare il corno rosso), toccarsi i testicoli o il seno, fare le corna o il gesto delle fiche, recitare orazioni o formule magiche, sputare o segnarsi. I rimedi ritenuti più efficaci coinvolgono lo stesso iettatore, chiamato a toccare la propria vittima già colpita dalla sventura o a donare corni di corallo in via preventiva; tale ultimo rimedio è ritenuto particolarmente potente e in grado di preservare anche dall'influenza di altri iettatori.

## Casi storici

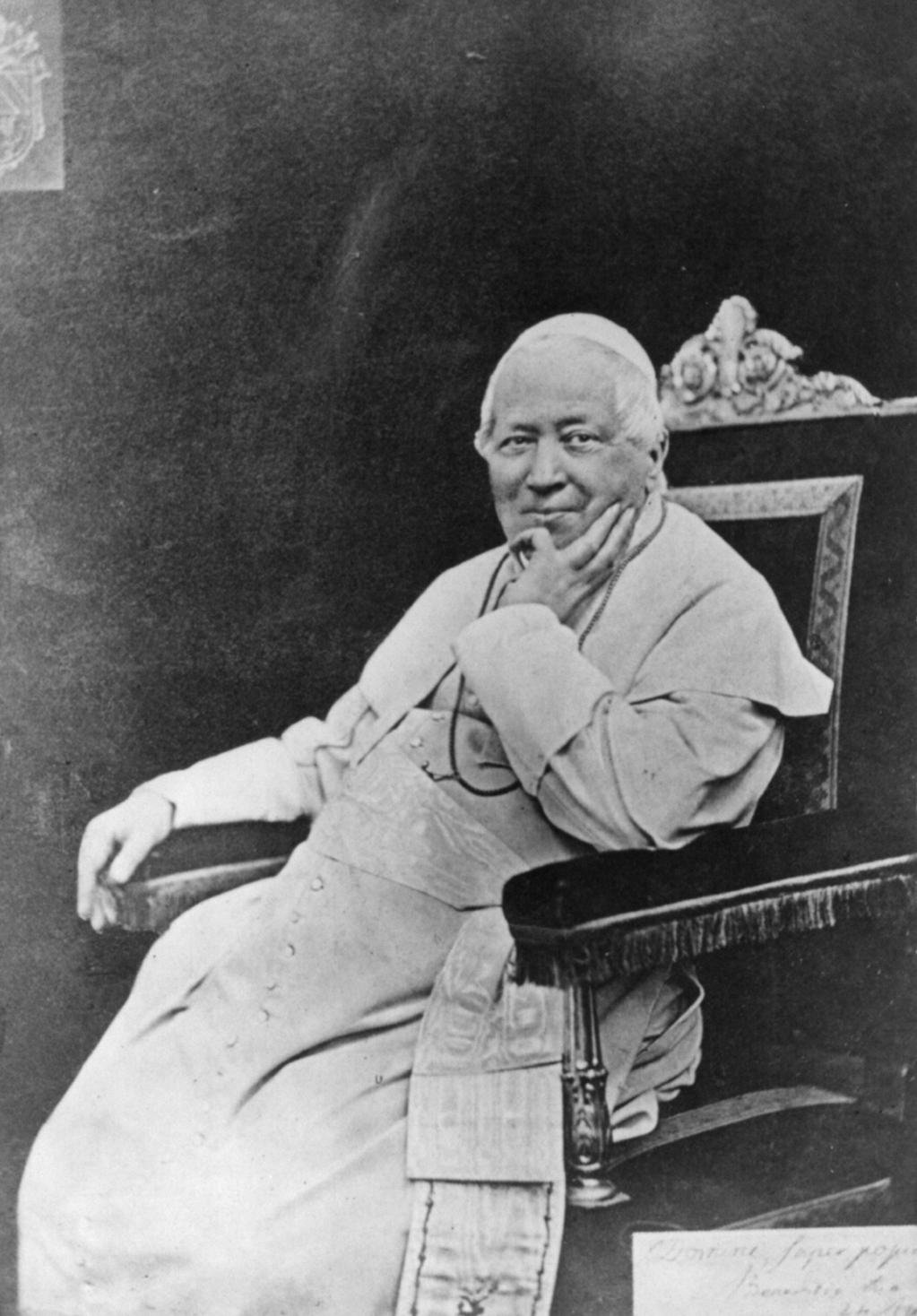
Pio IX
----
L'ultimo papa re è beato per la Chiesa cattolica, ma una voce cavalcata da personalità anticlericali (Imbriani) gli attribuiva fama di iettatore

La fama di iettatore ha investito numerosi personaggi storici, inclusi poeti come George Byron, così percepito anche a causa della sua zoppia, e Heinrich Heine. Tra i capi di stato troviamo Napoleone III, Guglielmo II, Alfonso XIII; tra i capi di governo il primo ministro italiano Antonio Salandra. Credeva profondamente nella iettatura Ferdinando II di Borbone, capace di far scendere un uomo da una nave sulla quale si era imbarcato, dopo essere stato avvisato che si trattava di uno iettatore, ossessionato da certe figure umane, tra cui i frati, e propenso a ricondurre a un influsso malefico la stessa malattia che poi lo uccise.
La nomea di iettatore non ha risparmiato neppure alcuni papi, come Pio IX e Leone XIII. Verso il primo la propaganda anticlericale si spinse a diffondere due appositi volantini, il Corollario di jettature e Pio IX, ossia l'uomo jettatore (1849 circa), attribuendo all'influsso nefasto di papa Mastai una serie di eventi luttuosi e calamità, dopo la loro verificazione. Le voci su Pio IX nascevano dalla delusione delle aspettative che il pontefice aveva ingenerato in ambienti liberali nei primi anni di regno. Il papa, da parte sua, in più occasioni ironizzò sul proprio presunto potere iettatorio. Leone XIII fu tacciato di iettatura per via dell'alto numero di cardinali morti sotto il suo (lungo) pontificato.
Mussolini era molto superstizioso e durante il ventennio fascista non pochi personaggi incapparono nella triste fama di iettatori. Tra questi in particolare il ministro degli esteri britannico Anthony Eden, al quale il duce rivolse apertamente il gesto delle corna vedendolo inciampare a Palazzo Venezia. Dal canto suo, Galeazzo Ciano riferisce che Starace udì, per poi farlo arrestare, il deputato Egilberto Martire spargere su di lui (Ciano) la fama di iettatore. Martire sarebbe presto passato dall'arresto al confino di polizia.

## Cultura

### Scienza
Non vi sono prove scientifiche dell'esistenza della iettatura, che rimane una pura superstizione. La credenza in essa si fonda su un comune errore logico del tipo post hoc ergo propter hoc: se un evento sfortunato si verifica dopo l'apparizione dello iettatore, a quest'ultima viene attribuita la causa del primo, mentre in realtà tra i due fatti esiste solo un rapporto temporale. La convinzione si può rafforzare anche per causa di suggestione: la fede nella iettatura cioè può condurre un soggetto ad agire proprio in modo da determinare gli eventi negativi temuti, secondo il meccanismo della profezia autoavverata.
Piuttosto, le scienze sperimentali tentano di spiegare i motivi della credenza nella iettatura, nel malocchio e nell'irrazionale in genere. Una teoria sostiene che questa credenza possa dipendere da alterazioni neuronali a livello dell'ippocampo del lobo temporale del cervello. Il fenomeno è però troppo esteso per potersi spiegare solo in questi termini e non riconoscere, invece, prevalenti ragioni psicologiche e socioculturali.
Tuttavia neanche il mondo scientifico contemporaneo è stato immune dal prendere in considerazione – sia pure perlopiù in senso scherzoso – l'eventualità che la semplice presenza di un individuo possa produrre effetti sfavorevoli su un ambiente. È il caso del cosiddetto effetto Pauli che, nel mondo della fisica, si riferisce all'avaria delle apparecchiature tecniche al cospetto dei fisici teorici. Il concetto trae origine da una serie di incidenti avvenuti nel 1924 in presenza di Wolfgang Pauli. Nonostante il carattere di facezia generalmente attribuito alla teoria, alcuni fisici dell'epoca mostravano di credervi, e lo stesso Pauli lo riconduceva alla nozione di sincronicità formulata dall'amico Jung.
L'argomento è in tutti i casi più pertinente alle scienze sociali (antropologia culturale, sociologia, psicologia), che analizzano la credenza, le sue forme e la sua diffusione da vari punti di vista (sociale, economico, storico, geografico), ricollegandola spesso a un bisogno di controllo degli eventi e di rassicurazione di fronte all'incertezza dell'esistenza. Le sue origini remote sono ravvisate da alcuni, oltre che in un animismo atavico (Freud), in certi meccanismi biologici e psicologici che regolano la determinazione delle gerarchie tra i primati e producono in questi animali il fastidio di essere fissati dallo sguardo altrui.

### Politica
Come dimostrano il caso di Pio IX e l'atteggiamento del fascismo, la fama di iettatore è uno strumento di lotta politica e un'arma di propaganda. Nel dibattito politico italiano l'accusa di portare sfortuna risulta infatti un luogo comune piuttosto frequente, per sua natura insensibile a ogni smentita. Lo stesso autore di un'accusa di questo tipo, l'ex presidente della Repubblica Cossiga, che la rivolse al presidente della Commissione europea Prodi (1999), dichiarò a margine della polemica: «in Italia è più dannoso dare dello jettatore e del menagramo che non del ladro o pedofilo». Nel XXI secolo l'attribuzione agli avversari di poteri iettatorî si è amplificato nella comunicazione in Internet, come nel dileggio che colpì a più riprese sul web il presidente del consiglio Renzi e fu condiviso da personalità politiche di opposte tendenze (2016).

### Diritto
Il diritto non crede nel soprannaturale e ritiene perciò irrilevanti la iettatura e il malocchio. Dal punto di vista penale, ad esempio, l'omicidio tentato per mezzo di poteri paranormali è un caso di scuola di reato impossibile per inidoneità dell'azione. Anche quando un soggetto compia un atto dal quale discenda poi, per cause da lui incontrollabili, la morte o la lesione della vittima designata – ad esempio la induce a prendere un mezzo di trasporto augurandosi un incidente che poi avviene davvero –, tale soggetto non è punibile: si verifica infatti l'interruzione del nesso causale (una causa sopravvenuta è stata sufficiente, da sola, a determinare l'evento), se non proprio l'esclusione del nesso medesimo (l'evento non è conseguenza dell'azione). Invece, come ha chiarito la Corte di cassazione, additare qualcuno come iettatore può integrare il reato di diffamazione e rappresenta una condotta discriminatoria.

### Arte e spettacolo
Cesare della Valle di Ventignano (1776-1860) fu poeta, storico, filosofo e tragediografo; una delle sue opere divenne il libretto del Maometto secondo di Rossini. Durante la vita fu perseguitato da una sinistra fama di formidabile iettatore: è lui infatti a ispirare il personaggio del principe di *** del Corricolo di Dumas. Figura a cavallo tra storia, leggenda e finzione letteraria, il duca di Ventignano si è visto attribuire la responsabilità di una lunga serie di sciagure: dalla morte di parto della madre all'impotenza del genero; dall'incendio del Teatro San Carlo, alla morte del papa Pio VIII, fino alla stessa caduta del Regno delle Due Sicilie.
- Dumas nel Corricolo (1841) narra le gesta del principe di ***, alla cui nefasta influenza lo scrittore attribuisce perfino la morte del papa, Pio VIII, avvenuta dopo che egli si era recato a porgergli i suoi omaggi.[75]
- Gautier fu autore di un romanzo breve intitolato Jettatura (1857), il cui protagonista, Paolo d'Aspromonte, finisce per accecarsi dalla disperazione.[76]
- Jettatura si intitola anche una lirica della raccolta La Nuit di Gilkin (1893).
- Nella letteratura italiana è celebre la figura di Rosario Chiàrchiaro, immortalata da Pirandello nella novella La patente (1911). Il protagonista, perseguitato dalla nomea, aspira al riconoscimento giuridico della sua condizione: in tal modo potrebbe sfruttarla economicamente, ricevendo compensi in cambio della propria astensione dal maleficio.[77] La novella ebbe una trasposizione teatrale dello stesso autore.[77]
- Al tema della iettatura, in chiave però più comica che umoristica, è dedicata la commedia teatrale Non è vero... ma ci credo di Peppino De Filippo (1942).
- Il cinema argentino ha trasposto in un omonimo film (1938) la commedia ¡Jettatore! di Gregorio de Laferrère (1904), incentrata su una figura dagli influssi nefasti. Ciò testimonia la diffusione e la persistenza della superstizione ai primi del Novecento nei dintorni di Buenos Aires.
- La patente è stata portata al cinema in Italia da Luigi Zampa, come episodio del film Questa è la vita (1954). Il Chiàrchiaro è interpretato da Totò, che dà corpo a tutti gli stereotipi sulla figura dello iettatore: aspetto dimesso ed emaciato, occhiali scuri, abito scuro, un bastone da passeggio con per pomello un piccolo gufo.
- Nella commedia cinematografica italiana degli anni 1980 è rimasto famoso il personaggio di Crisantemi, il calciatore interpretato da Antonio Zambito nel film L'allenatore nel pallone (1984), che porta sfortuna alla propria squadra ed è la disperazione dello scaramantico Oronzo Canà.
- Ha lo stesso protagonista, Lino Banfi, l'episodio Il pelo della disgrazia del film Occhio, malocchio, prezzemolo e finocchio (1983), con Mario Scaccia nei panni di uno iettatore. Nel 1956 l'attore aveva interpretato il Chiàrchiaro, diretto da Corrado Pavolini, per la Rai.
- Nella musica classica si ricorda una boutade di Gioachino Rossini, che dedicò un'ironica composizione pianistica al collega Jacques Offenbach per la sua fama di iettatore (fama che si sarebbe riverberata, in ambiente musicale, sull'opera I racconti di Hoffmann). Il Petit caprice (style Offenbach) ha in molti passaggi la peculiarità di dover essere eseguito con indice e mignolo, secondo la diteggiatura originale, così che le mani compiano il gesto delle corna.
- Nei fumetti troviamo Oscar Paperone, personaggio Disney creato dagli italiani Carlo Chendi e Romano Scarpa (1962): cugino di Paperino e nipote di Paperon de' Paperoni, è temutissimo da quest'ultimo come iettatore.
- Nella televisione italiana del XXI secolo la trasmissione a premi Avanti un altro! riserva un ruolo al personaggio dello iettatore interpretato da Franco Pistoni.